# Compagnie Libre d'Esprit
La Compagnie Libre d'Esprit est une compagnie de théâtre fondée sous forme d'association loi de 1901 en 2001 par Nikson Pitaqaj, Mireille Jomard et Simon Pitaqaj.

## Description
Troupe cosmopolite basée à sa fondation en Seine-Saint-Denis., elle se spécialise dans des pièces d'Europe de l'Est et dans des mises en scènes où prime le jeu d'acteur sur la scénographie. De nombreuses créations s'insèrent dans le cadre de cycles ou de séries autour d'un auteur.

## Historique
Depuis sa création, la troupe de théâtre est dirigée par Nikson Pitaqaj, d'origine kosovare. Entre 2001 et 2010, plusieurs personnes collaborent à la mise en scène, avant le départ de quelques membres qui montent ou reprennent leurs propres compagnies.
De nombreuses pièces sont mises en scène dans le cadre de cycles ou sous forme épisodique, comme Crime et châtiment, présenté en deux parties, un cycle Václav Havel (cinq pièces), ou un mouvement Raki (quatre pièces).
Les pièces choisies sont souvent militantes (comme la série Raki, soutenue par la Ligue des Droits de l'Homme), ou d'auteurs militants (comme Václav Havel).
La compagnie a reçu depuis sa création les soutiens d'organismes officiels ou de collectivités franciliennes, notamment ADAMI, SPEDIDAM, SACD, Conseil général de la Seine-Saint-Denis, Conseil général des Yvelines.

## Créations
- 2001 : Le Vrai du faux des Gitans, de Nikson Pitaqaj. Mise en scène de Nikson Pitaqaj.
- 2002 : Avec ou sans couleurs, de Nikson Pitaqaj. Mise en scène de Nikson Pitaqaj.
- 2003 : La Cabane à murmures (montage d’après plusieurs auteurs). Mise en scène de Nikson Pitaqaj.
- 2004 : Un pour la route, de Harold Pinter. Mise en scène de Simon Pitaqaj.
- 2005 : Une demande en mariage, d'Anton Tchekhov. Mise en scène de Nikson Pitaqaj.
- 2006 : Les Émigrés, de Sławomir Mrożek. Mise en scène de Simon Pitaqaj.
- 2006 : Requiem, de Roger Lombardot. Mise en scène de Nikson Pitaqaj.
- 2007 : Contes débalkanisés (spectacle jeune public).
- 2007 : Crime et Châtiment, de Fiodor Dostoïevski (2007-2010). Mise en scène de Nikson Pitaqaj.
- 2010 : La Petite Catherine de Heilbronn, de Heinrich von Kleist. Mise en scène  Coralie Pradet. .
- 2010 : La Marquise d'O..., de Heinrich von Kleist. Mise en scène de Nikson Pitaqaj.
- 2011 : Knock, de Jules Romains. Mise en scène de Nikson Pitaqaj.
- 2011 : Audience, de Václav Havel. Mise en scène de Nikson Pitaqaj.
- 2013 : Pétition, de Václav Havel. Mise en scène de Nikson Pitaqaj.
- 2013 : Vernissage, de Václav Havel. Mise en scène de Nikson Pitaqaj.
- 2013 : Mon ami paranoïaque, de Nino Noskin. Mise en scène de Nikson Pitaqaj.
- 2014 : Largo desolato, de Václav Havel. Mise en scène de Nikson Pitaqaj.
- 2014 : En attendant la mort, de Nino Noskin. Mise en scène de Nikson Pitaqaj.
- 2014 : Platonov, d'Anton Tchekhov. Mise en scène de Nikson Pitaqaj.
- 2016 : Le rapport dont vous êtes l'objet, de Václav Havel. Mise en scène de Nikson Pitaqaj.
- 2017 : La Mouette, d'Anton Tchekhov. Mise en scène de Nikson Pitaqaj.
- 2017 : Mettez les voiles!, de Nino Noskin. Mise en scène de Nikson Pitaqaj.
- 2018 : Une demande en mariage, d'Anton Tchekhov (re-création). Mise en scène de Nikson Pitaqaj et Henri Vatin.
- 2018 : Gitans, de Nino Noskin. Mise en scène de Nikson Pitaqaj.
- 2018 : La leçon, d'Eugène Ionesco. Mise en scène de Nikson Pitaqaj.
- 2019 : Jusqu'à ce que la mort nous sépare, de Rémi De Vos. Mise en scène de Nikson Pitaqaj.
- 2019 : Les Martyrs, création en équipe. Mise en scène de Nikson Pitaqaj.
- 2020 : Est-ce qu'on tue la vieille ? (Théâtre Métal), d'après Crime et châtiment de Dostoïevski. Mise en scène de Nikson Pitaqaj.